# Aventinus
Aventinus - król miasta Alba Longa, jeden z potomków Askaniusza, syn Alladesa, ojciec Prokasa, dziad Numitora.